# Acrossota amboinensis
Acrossota amboinensis is een zachte koraalsoort uit de familie Acrossotidae. De koraalsoort komt uit het geslacht Acrossota. Acrossota amboinensis werd in 1902 voor het eerst wetenschappelijk beschreven door Burchardt. 